# Tony Selmersheim
Tony Selmersheim (Saint-Germain-en-Laye, 2 juin 1871 - Ussy-sur-Marne, 16 août 1971) est un architecte, un concepteur de meubles et un décorateur français.

## Biographie
Tony Selmersheim est le fils de l'architecte Paul Selmersheim qui a restauré de nombreux monuments historiques. Imprégné par l'art de son enfance, il oriente tout naturellement sa carrière vers l'art.
Ainsi, en 1890, il s'inscrit à l'École nationale supérieure des arts décoratifs, cours qu'il complète par une formation dans les classes d' Eugène Grasset à l'École Guérin.
En 1895, au Salon de la Société nationale, il présente une bibliothèque conçue pour être réalisée mécaniquement, qui est assez révolutionnaire pour l'époque.
En 1895, il crée et préside la Société des cinq (Tony Selmersheim, Félix Aubert, Alexandre Charpentier, Jean Dampt et Étienne Moreau-Nélaton) qui vise à prendre en compte les nouveaux procédés mécaniques dans la conception des meubles.
L'architecte Charles Plumet rejoint en 1896 la Société des cinq qui se transforme d'abord en Société des six puis à partir de 1897 en L'Art dans Tout avec l'arrivée d'autres membres (dont Louis Sorel, Henry Nocq et Henri Sauvage).
Un des disciples fut Jacques Adnet qui a travaillé pour Tony en 1916.

## Distinctions honorifiques et décorations
- Officier d'académie
- Chevalier de la Légion d'honneur en 1926[2].

## Principales réalisations
Grâce aux multiples cordes à son arc, Tony Selmersheim réalise nombre de travaux dans la Villa Demoiselle à Reims participant grandement au rayonnement de l'édifice.